# Lausitzer Weg

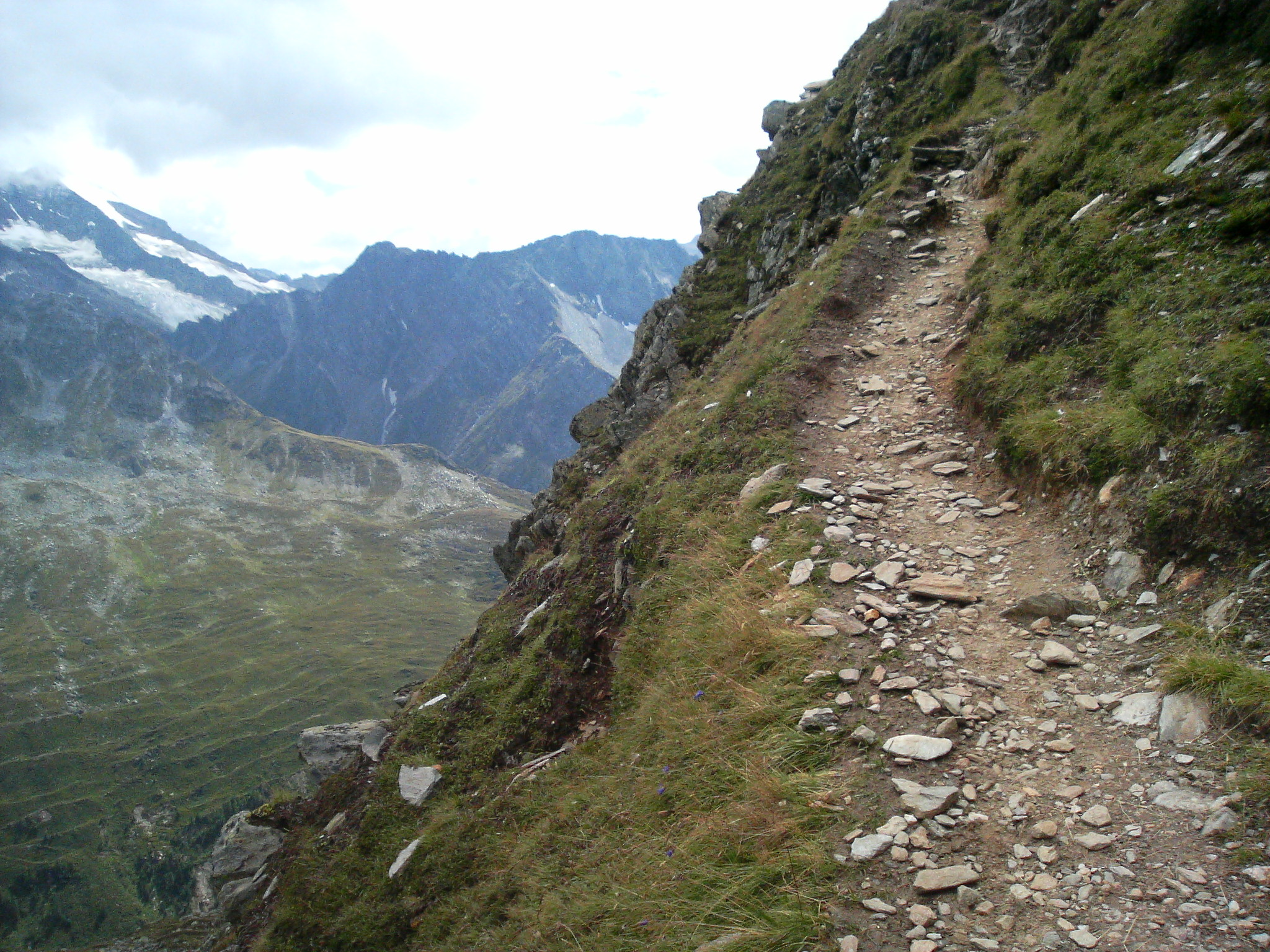
Der Lausitzer Weg in der Nähe der Pfaffenschneide

Der Lausitzer Weg ist ein ca. 18 km langer alpiner Höhenweg in Südtirol. Er verbindet Hundskehljoch (2557 m s.l.m.) und Birnlücke (2665 m s.l.m.).

## Geschichte
Der Lausitzer Weg wurde von der Sektion Lausitz des damaligen Deutschen und Österreichischen Alpenvereins (DuÖAV) bis 1904 angelegt. Nach der Annexion Südtirols durch Italien wurde er über Jahrzehnte hinweg stark vernachlässigt und verfiel. In den 1970er Jahren sorgte die Sektion Sand in Taufers des Alpenvereins Südtirol für die Wiederinstandsetzung des Höhenwegs.

## Lage

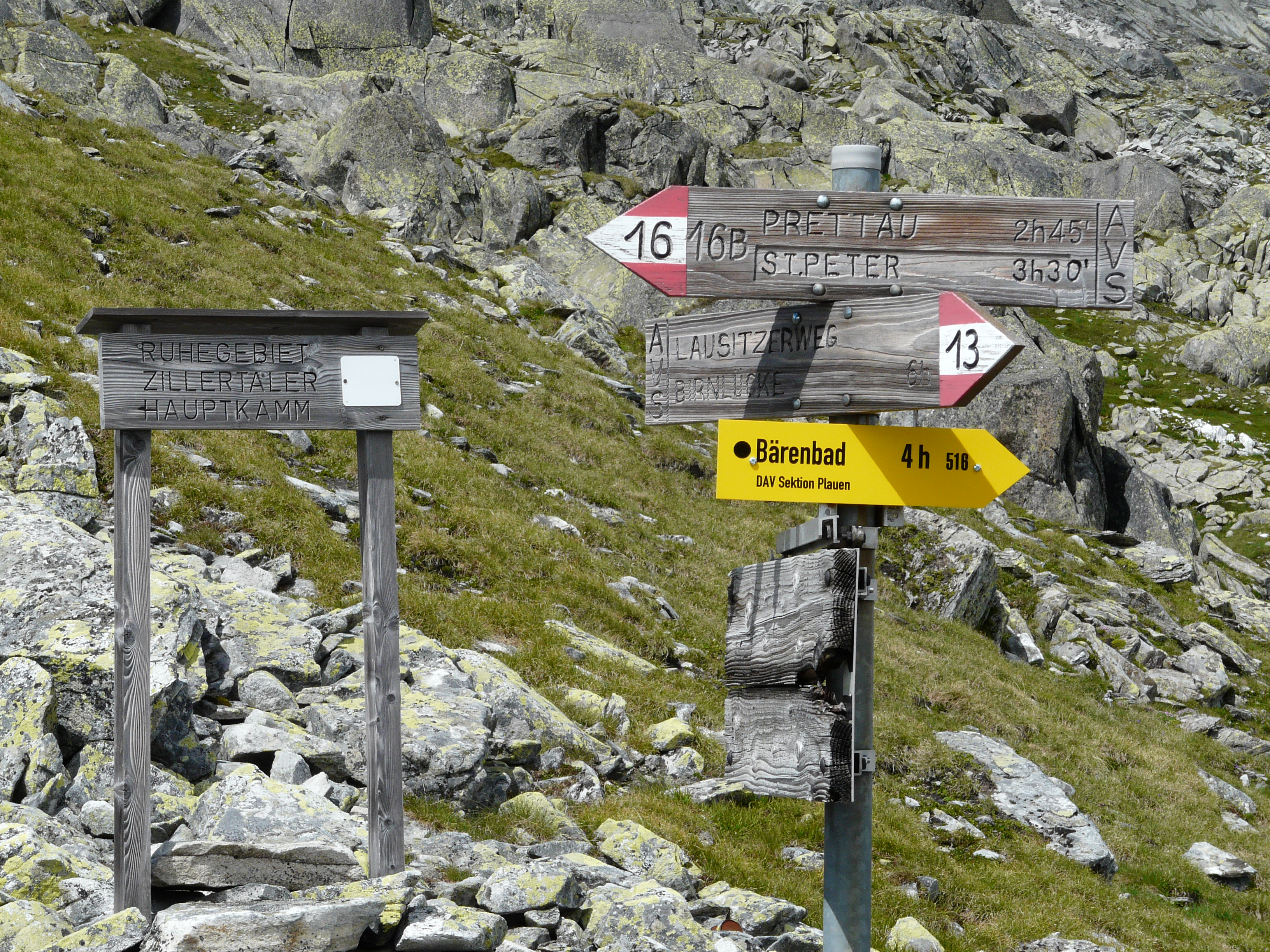
Hundskehljoch

Der Höhenweg führt entlang des östlichen Südhanges des Zillertaler Hauptkammes auf ungefähr 2500 m in der Nähe der österreichisch-italienischen Grenze.
Von dort aus sieht man auf das hintere Ahrntal und dahinter auf die Berge der Venedigergruppe.
Zwischen der Neugersdorfer Hütte und der Birnlücke, etwas oberhalb des Lausitzer Weges neben der Pfaffenschneide, stand die erste Lausitzer Hütte, deren Grundmauern noch zu sehen sind.
Am Hundskehljoch, wohin der Lausitzer Weg 1911 verlängert worden war, war die Errichtung einer zweiten Lausitzer Hütte geplant.

## Bezeichnung

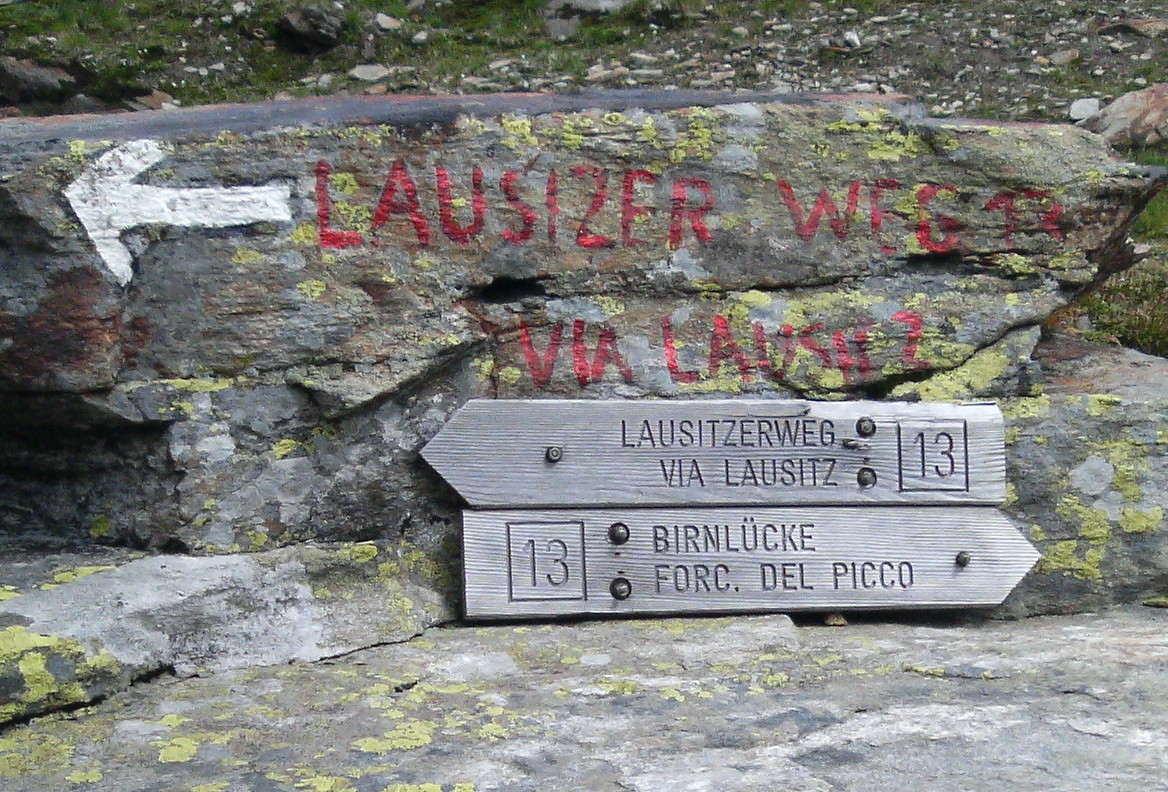
Beschilderung in der Nähe der Birnlückenhütte

Im Zuge des Streites um die ein-, zwei- bzw. dreisprachigen Wegweiser wurde eine Arbeitsgruppe eingerichtet, die alle Streitfälle klären sollte. Diese Arbeitsgruppe hat sich aber nicht auf einen italienischen Namen für den Lausitzer Weg einigen können, da die italienische Seite „Alta Via della Vetta d’Italia“ vorgeschlagen hatte. Vermutlich wird die bestehende Beschilderung „Via Lausitz“ bestehen bleiben.